# Okay Yokuşlu
Okay Yokuşlu (Smirne, 9 marzo 1994) è un calciatore turco, centrocampista del Trabzonspor e della nazionale turca.

## Caratteristiche tecniche
Di ruolo centrocampista, è forte fisicamente oltreché abile nel recuperare palloni. Abile principalmente in fase difensiva, sa anche farsi valere nel gioco aereo, oltre a essere bravo a gestire il pallone. In fase offensiva si distingue per l'abilità nel fornire passaggi con cui crea varchi per le punte.

## Carriera

### Club
Cresciuto nelle giovanili del Karşıyaka e dell'Altay, esordisce tra i professionisti con quest'ultimi nel 2010.
Il 27 giugno 2011 viene acquistato per un milione di Euro dal Kayserispor.
L'8 luglio 2015 viene ceduto al Trabzonspor. Nel club milita per 3 anni indossando pure la fascia di capitano.
Il 15 giugno 2018 viene acquistato dal Celta Vigo. Dopo avere trovato spazio nelle prime due stagioni, nella terza trova meno spazio, venendo accantonato da Eduardo Coudet, nonostante quest'ultimi inizialmente lo avesse impiegato come titolare.
Il 1º febbraio 2021 viene ceduto in prestito al West Bromwich, club in cui arriva su richiesta dell'allenatore Sam Allardyce per via delle sue caratteristiche. Nonostante un buon rendimento (in particolare si è contraddistinto per l'alta quantità di palloni recuperati) i baggies a fine anno retrocedono.
Il 26 gennaio 2022 viene ceduto in prestito al Getafe.
A fine prestito fa ritorno al Celta, con cui rescinde il contratto.
Il 18 luglio 2022 fa ritorno al West Bromwich, con cui sigla un contratto triennale.

### Nazionale
Il 6 novembre 2015 riceve la sua prima convocazione in nazionale maggiore. Debutta undici giorni dopo in amichevole contro la Grecia.
Diventa titolare della selezione turca sul finire del 2017, consolidandosi in particolare sotto la guida di Şenol Güneş (tornato sulla panchina dei turchi nel 2019). In precedenza aveva realizzato la sua prima rete con la nazionale turca il 27 marzo 2018 nel pareggio per 2-2 in amichevole contro il Montenegro.
Nel maggio 2021 viene convocato per gli europei.

## Statistiche

### Cronologia presenze e reti in nazionale
| Cronologia completa delle presenze e delle reti in nazionale ― Turchia | Cronologia completa delle presenze e delle reti in nazionale ― Turchia | Cronologia completa delle presenze e delle reti in nazionale ― Turchia | Cronologia completa delle presenze e delle reti in nazionale ― Turchia | Cronologia completa delle presenze e delle reti in nazionale ― Turchia | Cronologia completa delle presenze e delle reti in nazionale ― Turchia | Cronologia completa delle presenze e delle reti in nazionale ― Turchia | Cronologia completa delle presenze e delle reti in nazionale ― Turchia |
| Data                                                                   | Città                                                                  | In casa                                                                | Risultato                                                              | Ospiti                                                                 | Competizione                                                           | Reti                                                                   | Note                                                                   |
| ---------------------------------------------------------------------- | ---------------------------------------------------------------------- | ---------------------------------------------------------------------- | ---------------------------------------------------------------------- | ---------------------------------------------------------------------- | ---------------------------------------------------------------------- | ---------------------------------------------------------------------- | ---------------------------------------------------------------------- |
| 17-11-2015                                                             | Istanbul                                                               | Turchia                                                                | 3 – 0                                                                  | Grecia                                                                 | Amichevole                                                             | -                                                                      | 74’                                                                    |
| 31-8-2016                                                              | Adalia                                                                 | Turchia                                                                | 0 – 0                                                                  | Russia                                                                 | Amichevole                                                             | -                                                                      | 85’                                                                    |
| 5-9-2016                                                               | Zagabria                                                               | Croazia                                                                | 1 – 1                                                                  | Turchia                                                                | Qual. Mondiali 2018                                                    | -                                                                      |                                                                        |
| 24-3-2017                                                              | Adalia                                                                 | Turchia                                                                | 2 – 0                                                                  | Finlandia                                                              | Qual. Mondiali 2018                                                    | -                                                                      | 63’                                                                    |
| 27-3-2017                                                              | Eskişehir                                                              | Turchia                                                                | 3 – 1                                                                  | Moldavia                                                               | Amichevole                                                             | -                                                                      | 62’                                                                    |
| 5-9-2017                                                               | Eskişehir                                                              | Turchia                                                                | 1 – 0                                                                  | Croazia                                                                | Qual. Mondiali 2018                                                    | -                                                                      | 87’                                                                    |
| 9-10-2017                                                              | Turku                                                                  | Finlandia                                                              | 2 – 2                                                                  | Turchia                                                                | Qual. Mondiali 2018                                                    | -                                                                      | 49’                                                                    |
| 9-11-2017                                                              | Cluj-Napoca                                                            | Romania                                                                | 2 – 0                                                                  | Turchia                                                                | Amichevole                                                             | -                                                                      |                                                                        |
| 13-11-2017                                                             | Adalia                                                                 | Turchia                                                                | 2 – 3                                                                  | Albania                                                                | Amichevole                                                             | -                                                                      |                                                                        |
| 23-3-2018                                                              | Adalia                                                                 | Turchia                                                                | 1 – 0                                                                  | Irlanda                                                                | Amichevole                                                             | -                                                                      |                                                                        |
| 27-3-2018                                                              | Podgorica                                                              | Montenegro                                                             | 2 – 2                                                                  | Turchia                                                                | Amichevole                                                             | 1                                                                      | 46’                                                                    |
| 28-5-2018                                                              | Istanbul                                                               | Turchia                                                                | 2 – 1                                                                  | Iran                                                                   | Amichevole                                                             | -                                                                      |                                                                        |
| 1-6-2018                                                               | Carouge                                                                | Tunisia                                                                | 2 – 2                                                                  | Turchia                                                                | Amichevole                                                             | -                                                                      | 46’                                                                    |
| 5-6-2018                                                               | Mosca                                                                  | Russia                                                                 | 1 – 1                                                                  | Turchia                                                                | Amichevole                                                             | -                                                                      | 50’                                                                    |
| 7-9-2018                                                               | Trebisonda                                                             | Turchia                                                                | 1 – 2                                                                  | Russia                                                                 | UEFA Nations League 2018-2019 - 1º turno                               | -                                                                      |                                                                        |
| 10-9-2018                                                              | Solna                                                                  | Svezia                                                                 | 2 – 3                                                                  | Turchia                                                                | UEFA Nations League 2018-2019 - 1º turno                               | -                                                                      |                                                                        |
| 11-10-2018                                                             | Rize                                                                   | Turchia                                                                | 0 – 0                                                                  | Bosnia ed Erzegovina                                                   | Amichevole                                                             | -                                                                      |                                                                        |
| 14-10-2018                                                             | Soči                                                                   | Russia                                                                 | 2 – 0                                                                  | Turchia                                                                | UEFA Nations League 2018-2019 - 1º turno                               | -                                                                      |                                                                        |
| 17-11-2018                                                             | Eskişehir                                                              | Turchia                                                                | 0 – 1                                                                  | Svezia                                                                 | UEFA Nations League 2018-2019 - 1º turno                               | -                                                                      |                                                                        |
| 20-11-2018                                                             | Adalia                                                                 | Turchia                                                                | 0 – 0                                                                  | Ucraina                                                                | Amichevole                                                             | -                                                                      |                                                                        |
| 22-3-2019                                                              | Scutari                                                                | Albania                                                                | 0 – 2                                                                  | Turchia                                                                | Qual. Euro 2020                                                        | -                                                                      | 47’                                                                    |
| 30-5-2019                                                              | Antalya                                                                | Turchia                                                                | 2 – 1                                                                  | Grecia                                                                 | Amichevole                                                             | -                                                                      | 61’                                                                    |
| 14-10-2019                                                             | Saint-Denis                                                            | Francia                                                                | 1 – 1                                                                  | Turchia                                                                | Qual. Euro 2020                                                        | -                                                                      | 46’                                                                    |
| 14-11-2019                                                             | Istanbul                                                               | Turchia                                                                | 0 – 0                                                                  | Islanda                                                                | Qual. Euro 2020                                                        | -                                                                      | 82’                                                                    |
| 7-10-2020                                                              | Colonia                                                                | Germania                                                               | 3 – 3                                                                  | Turchia                                                                | Amichevole                                                             | -                                                                      | 64’                                                                    |
| 11-10-2020                                                             | Mosca                                                                  | Russia                                                                 | 1 – 1                                                                  | Turchia                                                                | UEFA Nations League 2020-2021 - 1º turno                               | -                                                                      | 80’                                                                    |
| 14-10-2020                                                             | Istanbul                                                               | Turchia                                                                | 2 – 2                                                                  | Serbia                                                                 | UEFA Nations League 2020-2021 - 1º turno                               | -                                                                      | 29’                                                                    |
| 11-11-2020                                                             | Istanbul                                                               | Turchia                                                                | 3 – 3                                                                  | Croazia                                                                | Amichevole                                                             | -                                                                      |                                                                        |
| 15-11-2020                                                             | Istanbul                                                               | Turchia                                                                | 3 – 2                                                                  | Russia                                                                 | UEFA Nations League 2020-2021 - 1º turno                               | -                                                                      |                                                                        |
| 24-3-2021                                                              | Istanbul                                                               | Turchia                                                                | 4 – 2                                                                  | Paesi Bassi                                                            | Qual. Mondiali 2022                                                    | -                                                                      |                                                                        |
| 27-3-2021                                                              | Malaga                                                                 | Norvegia                                                               | 0 – 3                                                                  | Turchia                                                                | Qual. Mondiali 2022                                                    | -                                                                      |                                                                        |
| 30-3-2021                                                              | Istanbul                                                               | Turchia                                                                | 3 – 3                                                                  | Lettonia                                                               | Qual. Mondiali 2022                                                    | -                                                                      |                                                                        |
| 31-5-2021                                                              | Adalia                                                                 | Turchia                                                                | 0 – 0                                                                  | Guinea                                                                 | Amichevole                                                             | -                                                                      | 65’                                                                    |
| 3-6-2021                                                               | Paderborn                                                              | Turchia                                                                | 2 – 0                                                                  | Moldavia                                                               | Amichevole                                                             | -                                                                      | 79’                                                                    |
| 11-6-2021                                                              | Roma                                                                   | Turchia                                                                | 0 – 3                                                                  | Italia                                                                 | Euro 2020 - 1º turno                                                   | -                                                                      | 65’                                                                    |
| 16-6-2021                                                              | Baku                                                                   | Turchia                                                                | 0 – 2                                                                  | Galles                                                                 | Euro 2020 - 1º turno                                                   | -                                                                      | 46’                                                                    |
| 20-6-2021                                                              | Baku                                                                   | Svizzera                                                               | 3 – 1                                                                  | Turchia                                                                | Euro 2020 - 1º turno                                                   | -                                                                      | 64’                                                                    |
| 1-9-2021                                                               | Istanbul                                                               | Turchia                                                                | 2 – 2                                                                  | Montenegro                                                             | Qual. Mondiali 2022                                                    | -                                                                      | 82’                                                                    |
| 7-9-2021                                                               | Amsterdam                                                              | Paesi Bassi                                                            | 6 – 1                                                                  | Turchia                                                                | Qual. Mondiali 2022                                                    | -                                                                      | 29’ 90+1’                                                              |
| 10-6-2024                                                              | Varsavia                                                               | Polonia                                                                | 2 – 1                                                                  | Turchia                                                                | Amichevole                                                             | -                                                                      | 61’                                                                    |
| 26-6-2024                                                              | Amburgo                                                                | Rep. Ceca                                                              | 1 – 2                                                                  | Turchia                                                                | Euro 2024 - 1º turno                                                   | -                                                                      | 63’                                                                    |
| 2-7-2024                                                               | Lipsia                                                                 | Austria                                                                | 1 – 2                                                                  | Turchia                                                                | Euro 2024 - Ottavi di finale                                           | -                                                                      | 78’                                                                    |
| 6-7-2024                                                               | Berlino                                                                | Paesi Bassi                                                            | 2 – 1                                                                  | Turchia                                                                | Euro 2024 - Quarti di finale                                           | -                                                                      | 77’                                                                    |
| 6-9-2024                                                               | Cardiff                                                                | Galles                                                                 | 0 – 0                                                                  | Turchia                                                                | UEFA Nations League 2024-2025 - 1º turno                               | -                                                                      | 77’                                                                    |
| 9-9-2024                                                               | Smirne                                                                 | Turchia                                                                | 3 – 1                                                                  | Islanda                                                                | UEFA Nations League 2024-2025 - 1º turno                               | -                                                                      | 81’                                                                    |
| 14-10-2024                                                             | Reykjavík                                                              | Islanda                                                                | 2 – 4                                                                  | Turchia                                                                | UEFA Nations League 2024-2025 - 1º turno                               | -                                                                      | 90’                                                                    |
| 19-11-2024                                                             | Nikšić                                                                 | Montenegro                                                             | 3 – 1                                                                  | Turchia                                                                | UEFA Nations League 2024-2025 - 1º turno                               | -                                                                      | 46’ 63’                                                                |
| Totale                                                                 |                                                                        | Presenze                                                               | 47                                                                     |                                                                        | Reti                                                                   | 1                                                                      |                                                                        |